# Marca de Moravia
La Marca o Margraviato de Moravia fue una marca, en algunos periodos de facto independiente y variante según el poder del ducado y posteriormente reino de Bohemia. Comprendía la región denominada Moravia dentro de la actual República Checa.

## Historia
La marca fue originalmente creada, como las marcas similares —Austria, Estiria, Carniola y Carintia— en la primera mitad del siglo X en la tierra que anteriormente había sido parte de la Gran Moravia, un Estado eslavo que sucumbió a las incursiones magiares a principios del siglo X.

### Entre Polonia y Bohemia
En la segunda mitad del siglo X, cuando los magiares fueron finalmente derrotados y ya no constituían más una amenaza, apareció un nuevo peligro por el norte: los bohemios. En 955, el duque Boleslao I el Cruel, de la dinastía de los přemyslidas, se alió con el rey alemán Otón I para derrotar a los magiares en la batalla de Lechfeld. Tras la victoria, Boleslao recibió Moravia. En 999 el duque polaco Boleslao I el Bravo conquistó Moravia y la incorporó a su reino hasta 1019 o 1029 en que el príncipe de Bohemia Bretislao I la recuperó.

### Parte del principado de Bohemia
Al morir su padre en 1035, Bretislao también se convirtió en gobernante de Bohemia. En 1054, Bretislao decretó que las tierras de Bohemia y Moravia serían heredadas conjuntamente mediante agnación, aunque también prescribió que sus hijos menores gobernaran partes de Moravia como vasallos de su hijo mayor. Después de esa fecha, la marca de Moravia fue una posesión de Bohemia otorgada como herencia semiindependiente a los hijos menores de los soberanos de Bohemia. Esta dependencia solía ser gobernada por duques. Debido a que generalmente existían múltiples hijos menores en cualquier momento, Moravia solía dividirse en tres (variable) ducados/marcas independientes (en checo úděly): Brno, Olomouc y Znojmo.

### Creación del Margraviato (1182/1197)
En 1182 el emperador Federico I Barbarroja intervino en los asuntos de Bohemia para prevenir cualquier disputa sucesoria mediante la elevación del Duque de Znojmo Conrado III Otón a la dignidad de margrave. Este estatus fue breve: en 1197, el duque Vladislao III de Bohemia resolvió la disputa sucesoria entre él y su hermano Otakar abdicando del trono de Bohemia y aceptando el margraviato de Moravia como vasallo de Bohemia. Permaneció como territorio de Bohemia (desde 1348 en adelante, como Tierras de la Corona de Bohemia) tras recibir Otakar el título heredero de rey de manos de Felipe de Suabia y el reconocimiento de su estatus por la Bula de Oro de Sicilia de 1212. Cuando el nieto de Otakar, el rey Otakar II de Bohemia, fue derrotado en 1278 en la batalla de Marchfeld, su oponente el rey Rodolfo I de Alemania tomó Moravia, pero la cedió de nuevo al hijo de Otakar II y sucesor Wenceslao II cinco años más tarde.

### 1526-1918

Margraviato de Moravia (9) dentro de Austria-Hungría (1850-1918).

Al ascender al trono de Bohemia el archiduque Fernando I de Austria en 1526, el Margraviato de Moravia se convirtió en parte constituyente de la Monarquía de los Habsburgo.
En 1608 el gobierno de Bohemia y Moravia fue separado por última vez, cuando los estados moravos apoyaron a Matías de Habsburgo contra su hermano el emperador Rodolfo II. Desde que Rodolfo debió ceder el trono de Bohemia a Matías en 1611, Moravia fue gobernada por los Habsburgo de Viena, que tomaron el título de margraves de Moravia.
En 1867 el margraviato se convirtió en tierras de la corona de la parte de Cisleithania de Austria-Hungría.